# Gabalinski rajon
Gabalinski rajon (azerski: Qəbələ rayonu) je jedan od 66 azerbajdžanskih rajona. Gabalinski rajon se nalazi na sjeveru Azerbajdžana te graniči s Rusijom. Središte rajona je Gabala. Površina Gabalinskog rajona iznosi 1.550 km². Gabalinski rajon je prema popisu stanovništva iz 2009. imao 93.652 stanovnika, od čega su 47.485 muškarci, a 46.167 žene.
Gabalinski rajon se sastoji od 55 općina.